# نورالدین شهنازی‌زاده
نورالدین شهنازی‌زاده (زاده ۱۳۳۵ تفت) مدیر اجرایی ایرانی است، که در فاصله سالهای ۱۳۸۷ تا ۱۳۸۹ مدیرعامل شرکت ملی پالایش و پخش فراورده‌های نفتی ایران و معاون وزیر نفت بود، همچنین پیش‌تر به‌عنوان مدیرعامل شرکت مهندسی و توسعه نفت ایران فعالیت می‌کرد.
وی دانش‌آموخته کارشناسی مهندسی مکانیک از دانشگاه‌ام آی تی هندوستان و کارشناسی ارشد مدیریت دولتی از مرکز مدیریت دولتی است و فعالیت شغلی خود را از سال ۱۳۵۳ در مؤسسه استاندارد و تحقیقات صنعتی ایران آغاز نمود. شهنازی زاده از سال ۱۳۸۰ تا ۱۳۸۴ مدیرعامل پالایشگاه بندرعباس و از ۱۳۸۴ تا ۱۳۸۵ مدیرعامل پالایشگاه اصفهان بود. وی در سال ۱۳۸۵ به مدیرعاملی شرکت ملی پخش فراورده‌های نفتی ایران منصوب شد و تا سال ۱۳۸۷ در این جایگاه فعالیت نمود. وی از سال ۱۳۹۱ تا ۱۳۹۳ ریاست هیئت مدیره صندوق تأمین اجتماعی را برعهده داشت.